# Lian Qi Shi Wan Nian
Lian Qi Shi Wan Nian (кит.: 炼气十万年; англ. One Hundred Thousand Years of Qi Refining; укр. Сто тисяч років очищення Ці) — китайське дунхуа від студії Suoyi Technology в жанрах Фентезі, Сянься, та Уся, яке транслюється на китайській онлайн-відеоплатформі Tencent Penguin Pictures із 2023 року.

## Сюжет
Після десяти тисяч років медитації давній культиватор Сюй Ян, який застряг на стадії очищення Ці, нарешті вийшов з усамітнення. Але світ вдосконалення до того часу вже занепав. А його секта Тяньлань, яка колись домінувала у цьому світі, близька до зникнення. Зі своїми знаннями та силою він береться за відновлення своєї секти, та розкриває таємниці трьох світів: людей, демонів та безсмертних.